# Мері Ворд (черниця)
Мері Ворд (англ. Mary Ward ; 23 січня 1585, Йоркшир — 30 січня 1645, Йорк) — англійська католицька черниця, засновниця конгрегації Ісуса та інституту Пресвятої Діви Марії (черниці інституту відомі як сестри Лорето); обидві організації присвячені заснуванню шкіл і навчанню. 19 грудня 2009 року папа Бенедикт XVI оголосив Вард високоповажною.

## Біографія
Народилася в Англії у складний та небезпечний для католиків час. Два її дядьки брали участь у Пороховій змові. 1595 року будинок сім'ї спалили під час антикатолицького бунту; діти, які в той час молилися, були порятовані батьком. 1599 року переїхала в будинок сера Ральфа Бабторпа в Осгодбі, Селбі. У 15 років Вард зрозуміла, що хоче присвятити життя релігійному служінню, і вступила до монастиря клариссинок до Сент-Омера на півночі Франції, а потім послушницею жила в Іспанських Нідерландах. У 1606 році заснувала новий монастир ордена спеціально для англійок у Гравліні.